# Pfandleiher
Der Beruf des Pfandleihers beruht auf der Gewährung von Gelddarlehen gegen ein Pfandrecht an beweglichen Sachen (§ 1204 BGB). Dieses Pfandrecht, das durch Einigung und Übergabe der Pfandsache an den Pfandgläubiger begründet wird, nennt man auch Faustpfand. Die Bedingungen, unter denen der gewerbliche Betrieb einer Pfandleihe erlaubt ist, werden von verschiedenen Staaten unterschiedlich gesetzlich geregelt. Die Tätigkeit als Pfandleiher bedarf in der Regel einer behördlichen Erlaubnis. Sein Geschäftsort wird auch als Leihhaus, Pfandhaus, Pfandleihhaus oder Pfandleihanstalt bezeichnet.
Die erste deutsche Pfandleihe wurde 1560 in Hamburg gegründet, besteht heute jedoch nicht mehr. Das älteste noch bestehende deutsche Pfandhaus ist in Nürnberg, gegründet 1618; die Regensburger Pfandleihe besteht seit 1650. Neben privaten Pfandhäusern gibt es auch Leihämter; Letztes noch existierende ist das Städtische Leihamt in Mannheim.

## Der Beruf des Pfandleihers

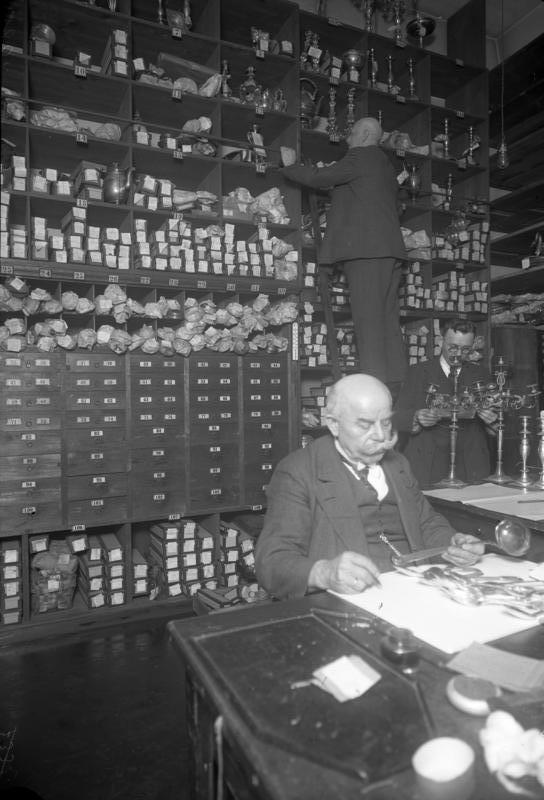
Leihhaus in Berlin (1931)

### Voraussetzungen zum Betrieb einer Pfandleihe
Um eine Pfandleihe zu eröffnen, muss der Antragsteller geordnete finanzielle Verhältnisse sowie eine gewerberechtliche Zulassung nach § 34 Gewerbeordnung vorweisen können. Die rechtlichen Grundlagen für den Betrieb einer Pfandleihe sind in der Pfandleiherverordnung (PfandlV) geregelt. Das Gewerbe muss der Antragsteller beim zuständigen Ordnungsamt beantragen und die dazu nötigen Unterlagen vorlegen. Neben einem amtlichen Führungszeugnis, einem Nachweis über die erforderlichen Mittel und den Auszug aus dem Gewerbezentralregister benötigt der Antragsteller noch eine Versicherung nach § 8 PfandlV: „Der Pfandleiher hat das Pfand mindestens zum doppelten Betrag des Darlehens gegen Feuerschäden, Leitungswasserschäden, Einbruchdiebstahl sowie gegen Beraubung zu versichern.“
Zusätzlich muss der Pfandleiher in vielen Kommunen hohe Sicherheiten nachweisen, in der Stadt Köln zum Beispiel in Höhe von 100.000 Euro. Für die Erteilung der Pfandleiherlaubnis wird eine Gebühr erhoben, der Betrag differiert von Kommune zu Kommune.

### Voraussetzungen zur Pfandkreditvergabe
Der Pfandgeber sollte persönlich in der Pfandleihe erscheinen. Ein Bevollmächtigter benötigt eine schriftliche Vollmacht. Nach § 6 PfandlV hat der Pfandleiher nach Erhalt des Pfandes einen Pfandschein auszustellen. Dieser enthält Angaben über Aufbewahrung und Verwertung des Pfandes, über die Zinsen und Kosten des Pfandkredits sowie die allgemeinen Geschäftsbedingungen der Pfandleihe. Jedes Pfand wird mit der auf dem Pfandschein angegebenen Nummer versehen.
Der Pfandleiher muss mindestens einen Monat nach Ablauf der Darlehensfälligkeit verstreichen lassen, bevor er das nicht ausgelöste Pfand anderweitig verwertet. Überschüsse aus der Verwertung, die nicht bis innerhalb von zwei Jahren vom Verpfänder abgeholt werden, sind an die zuständige Behörde abzuführen.

## Leistungen eines Pfandleihers
Die Berechtigung des Pfandleihers umfasst die Gewährung eines Kredites gegen die Übergabe beweglicher Wertgegenstände. Auch bestimmte Wertpapiere (Inhaberpapiere) können als Pfand angenommen werden. Der Kreditnehmer muss weder weitere Sicherheiten vorweisen noch eine Bonitätsauskunft einreichen. Zur Feststellung der notwendigen Daten muss der Verpfänder sich mit einem amtlichen Ausweispapier ausweisen. Der Pfandkredit ist damit wesentlich unbürokratischer erhältlich als ein herkömmlicher Ratenkredit. Der Pfandleiher zahlt daraufhin einen Teil des Wertes in bar an den Kreditnehmer aus. Die Beleihungsrate ist bei Fahrzeugen mit rund 80 % des Wertes am höchsten, für andere Gegenstände üblich sind 25 % bis 50 % des Wertes.
Ausgelöst werden kann das Pfand gegen Zahlung des geliehenen Betrags plus der angefallenen Zinsen und Gebühren. Für motorbetriebene Fahrzeuge sieht die Pfandleiherverordnung darüber hinaus vor, dass für Aufbewahrung, Pflege und Versicherung der Fahrzeuge eine tägliche Vergütung (so genannte Standgebühren) vereinbart werden kann. Werden die Pfandgegenstände nicht ausgelöst, ist der Pfandleiher einen Monat nach Fälligkeit des Kredits zum Verkauf der beweglichen Gegenstände berechtigt und sechs Monate nach Fälligkeit verpflichtet. In der Regel erfolgt dies in Form einer öffentlichen Versteigerung durch einen öffentlich bestellten, vereidigten Versteigerer. Es darf keine Fälligkeit kürzer als drei Monate vereinbart werden.
Die Verbraucherzentralen sehen das Geschäft kritisch, denn bei Krediten von Pfandleihhäusern komme man auf effektive Jahreszinssätze von 45 Prozent und mehr; selbst bei größeren Beträgen seien die Zinsen horrend und weitaus höher als herkömmlichen Kredite. Auf den Pfandkredit entfällt ein Zinssatz von höchstens einem Prozent pro angefangenem Monat (§ 10 PfandlV). Zusätzlich zu den Zinsen fallen monatliche Pfandgebühren an, für die ebenfalls Höchstgrenzen existieren: Für Kreditsummen bis 100 € liegen die Obergrenzen zwischen 1 € und 2,50 € pro Monat, je weitere angefangene 50 € Kreditsumme weitere 1 € pro Monat. Für ein 10-€-Darlehen sind pro Monat bis zu 1 € Gebühren und 0,10 € Zinsen fällig, das ist ein effektiver Jahreszins von 132 %. Für ein 100-€-Darlehen sind damit pro Monat bis zu 2,50 € Gebühren und 1 € Zinsen fällig, das ist ein effektiver Jahreszins von 42 %, für ein 300-€-Darlehen 38 %. Bei einer Kreditsumme von über 300 € unterliegen die Gebühren der freien Vereinbarung zwischen den Parteien.

## Pfandleihe in der Schweiz
In der Schweiz ist die Pfandleihe durch die Artikel 907 bis 914 des Zivilgesetzbuchs von 1907 geregelt. Dort wird festgelegt, dass die Pfandleihe durch kantonale Behörden bewilligt werden muss, und dass die Kantone diese weiter einschränken können oder nur an öffentliche Anstalten des Kantons oder der Gemeinden sowie an gemeinnützige Unternehmungen erteilt werden soll. So haben zum Beispiel die Kantone Zürich und Genf die Bewilligung öffentliche Anstalten bestimmt, wodurch keine privaten die Dienstleistung anbieten können. Andere Kantone (Schwyz, Zug, Aargau, Basel) haben eigene Gesetze erlassen, die allerdings so restriktiv sind, dass bisher kein privater Dienstleister aufgetreten ist. Der Kanton Bern hat kein entsprechendes Gesetz und entscheidet im Einzelfall über eine Bewilligungserteilung. Ein ähnlich restriktives Gesetz soll jedoch 2019 eingeführt werden.
Es gibt deutsche Pfandleihfirmen, die auch Schweizer Kundschaft bedienen, jedoch besteht hier die Problematik, dass Pfänder vor der Einfuhr nach Deutschland zuerst zollrechtlich abgefertigt werden müssen, was 20–30 % Abgaben kostet. Der Kunde rsp. Pfandleiher trägt das Risiko einer zollrechtlichen Beschlagnahme.